# Rudebox
«Rudebox» es una canción del cantante británico Robbie Williams, del álbum Rudebox. Fue lanzada como sencillo el 4 de septiembre de 2006.

## Sencillos
CD1
- 1. «Rudebox» [Álbum Versión]
- 2. «Rudebox» [Soul Mekanik Dub]
- 3. «Rudebox» [Chicken Lips Malfunction]
- 4. «Rudebox» [Chicken Lips Malfunction Dub]
- 5. «Rudebox» [Multimedia Track]
- 6. [Bonus Material]

CD2
- 1. «Rudebox» (Radio Edit)
- 2. «Lonestar Rising»

## Lista de rankings
| Posición | 30 | 4 | 6 | 13 | 28 | 33 | 46 | 61 | 59 | 50 | 50 | 42 | 23 | 16 | 16 | 14 | 37 | 39 | 54 | 74 |

| Posición | 17 | 9 | 1 | 1 | 2 | 2 | 4 | 6 | 11 | 18 | 12 | 8 | 8 | 7 | 4 | 8 | 10 | 9 | 10 | 10 |

| Posición | 81 | 1 | 3 | 2 | 6 | 9 | 19 | 22 | 20 | 29 | 33 | 44 | 69 | 76 | 60 | 60 | 66 | 52 | 53 | 58 |

| Posición | 27 | 4 | 4 | 8 | 12 | 13 | 17 | 27 | 36 | 88 | -- | -- | -- | -- | -- | -- | 12 | 9 | 46 | -- |

| Posición | 1 | 2 | 2 | 2 | 2 | 2 | 2 | 3 | 7 | 7 | 15 | 22 | 31 | 21 | 37 | 25 | 18 | 10 | 7 | 3 |

| Posición | 13 | 15 | 19 | 23 | 44 | 48 | 49 | 48 | 50 | -- | -- | -- | -- | -- | -- | -- | -- | -- | -- | -- |

| Posición | 10 | 5 | 3 | 3 | 2 | 2 | 6 | 11 | 17 | 15 | 3 | 2 | 5 | 5 | 7 | 16 | 24 | 30 | 43 | 48 |

| Posición | 38 | 24 | 11 | 1 | 3 | 14 | 26 | 35 | 56 | 99 | 164 | 215 | 173 | 172 | 172 | 163 | 197 | 201 | 274 | 297 |

| Posición | 62 | 52 | 19 | 16 | 14 | 15 | 18 | 30 | 18 | 15 | 15 | 15 | 16 | 15 | 17 | 15 | 14 | 14 | 14 | 14 |

- Datos: Q5250535